# جورج برات
جورج برات (بالإنجليزية: George Pratt)‏ هو سياسي أمريكي، ولد في 12 أكتوبر 1832، وتوفي في 4 يونيو 1875.